# Deutschordensballei Sizilien
Die Ballei Sizilien des Deutschen Ordens entstand 1225. Zumeist hatte der Landkomtur seinen Sitz in der Kommende Palermo. Nach dem Verlust des Heiligen Landes geriet die Ballei an den Rand und verlor ihre Bedeutung. So zählte sie bereits 1451 nur noch 7 Ordensmitglieder. 1491 wurden die Ballei und ihre Güter dem Orden entzogen.

## Kommenden der Ballei
- Agrigento
- Corleone
- Margena
- Messina
- Palermo
- Polizzi

## Landkomture der Ballei Sizilien
- Gerhard (1202)
- Jordan (1212)
- Theoderich (1215)
- Konrad (1225, 1231, 1233, 1236)
- Heinrich de Taranto (1235)
- Friedrich (1237)
- Dietrich (1237, 1239, 1240, 1242)
- Johann Kolb (1239)
- Todinus de Micilburg (1248, 1258, 1261)
- Johann de Walechon (1260, 1262)
- Dietrich von Pappenhoven (1265)
- F. Sas Haurin (1266)
- Terrinus (1267)
- Florenz von Holland (1270, 1273, 1277)
- Nicolaus de Tuynto (1281)
- Dietrich de Bolay (1284, 1287)
- Friedrich de Bola (1285, 1286)
- Heinrich de Bolandia (1289, 1290)
- Heinrich de Mes de Loren (1292)
- Heinrich de Tyerbach (1292, 1294)
- Sybodo (1295)
- Wilhelm von Leiningen (1299)
- Heinrich de Bolandia (1299)
- Emmerich von Worms (1299)
- Wilhelm (1302)
- Burchard de Hasenburch (1301–1307)
- Wilhelm von Leiningen (1308)
- Nicolaus de Benedicto (1310)
- Friedrich von Waldenberch (1312, 1313)
- Wilhelm Cuc (1322)
- Heinrich de Mesem (1324)
- Otto von Perissin (1328)
- Adinolfus de Molenherthen (1329)
- Thomasius de Tirpe (1337)
- Johann de Bugberg (1345)
- Johann de Mincinberg (1349, 1351)
- Hermann Rays (1352, 1353)
- Ulrich de Omalesten (1367, 1372)
- Conrad de Liegi (1384–1386)
- Siegfried de Wemgen (1390)
- Friedrich von Buthberg (1392, 1393)
- Friedrich von Berchperch (1396, 1397)
- Nicolaus von Austria (1399)
- Friedrich von Kirchberg (1402)
- Goduin Hosentim (1403)
- Friedrich von Herburch (1408)
- Friedrich de Bechomer (1416)
- Petrus de Brimis (1416)
- Georg de Guelvelt (1423, 1424, 1425)
- Michael Descenien (1429)
- Johann Flenius (1435)
- Ortulf Zugenrunt (1436)
- Hans Kolb (1437)
- Johann Colos (1439)
- Wilhelm Belian (1442–1453)
- Heinrich Maysprung (1455)
- Heinrich Hoemeister (1471, 1485, 1491)
- Adolf von Geroltzeck (1492–1501?)